# Spöklöpare
Spöklöpare (Nebria livida) är en skalbaggsart som först beskrevs av Carl von Linné 1758.  Spöklöpare ingår i släktet Nebria, och familjen jordlöpare. Enligt den finländska rödlistan är arten sårbar i Finland. Arten är reproducerande i Sverige. Artens livsmiljö är sandstränder vid Östersjön.

## Bildgalleri

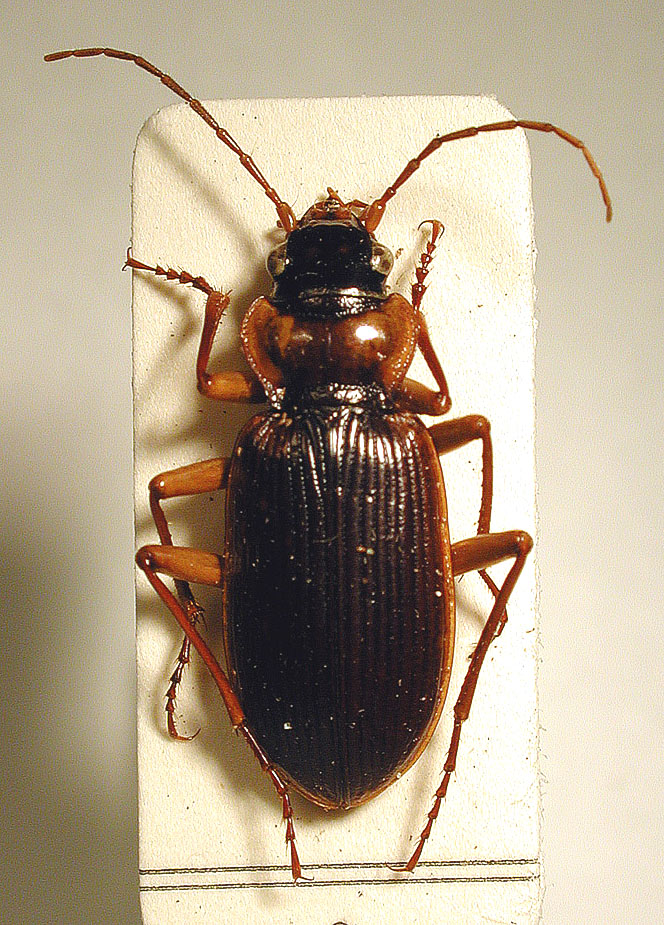
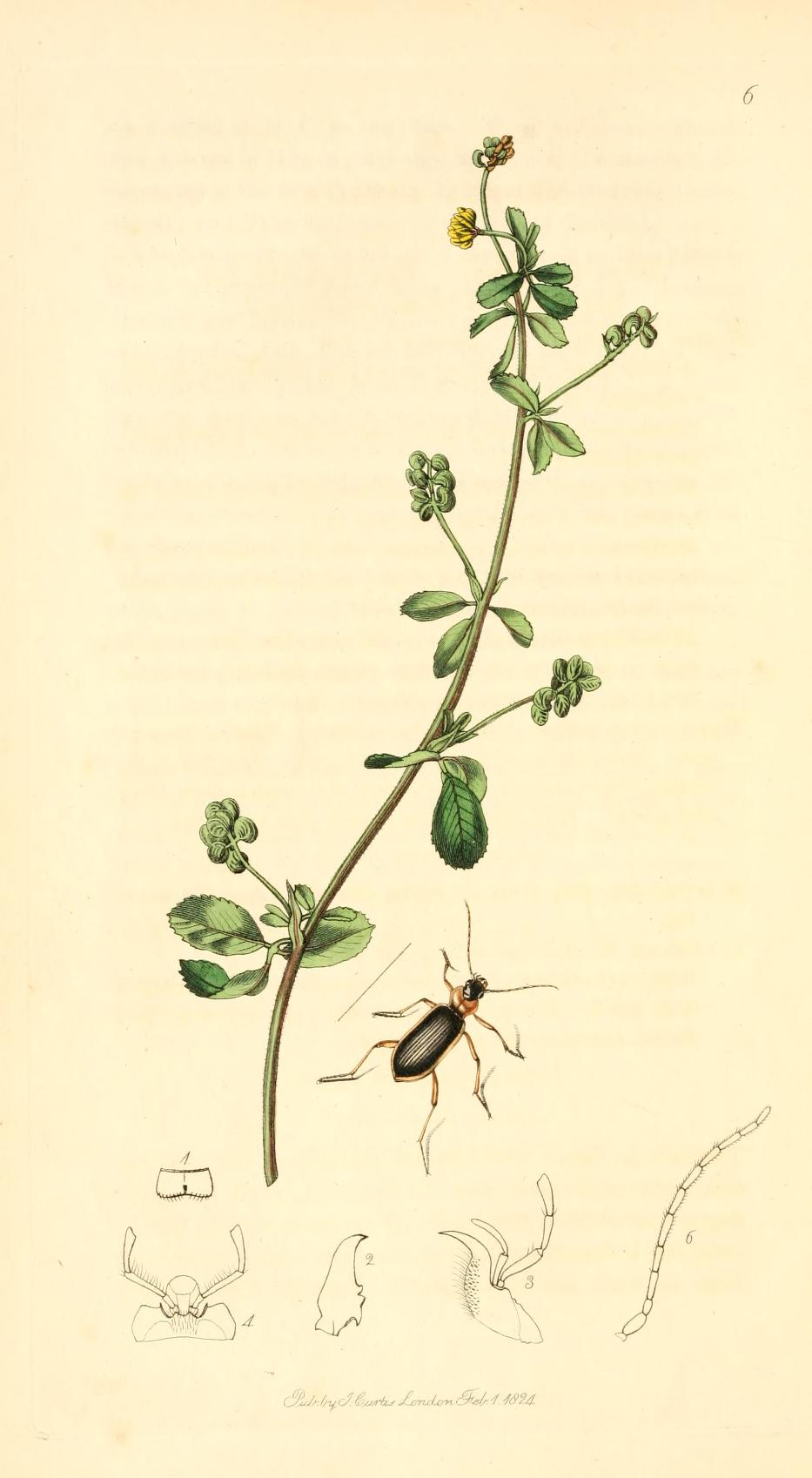
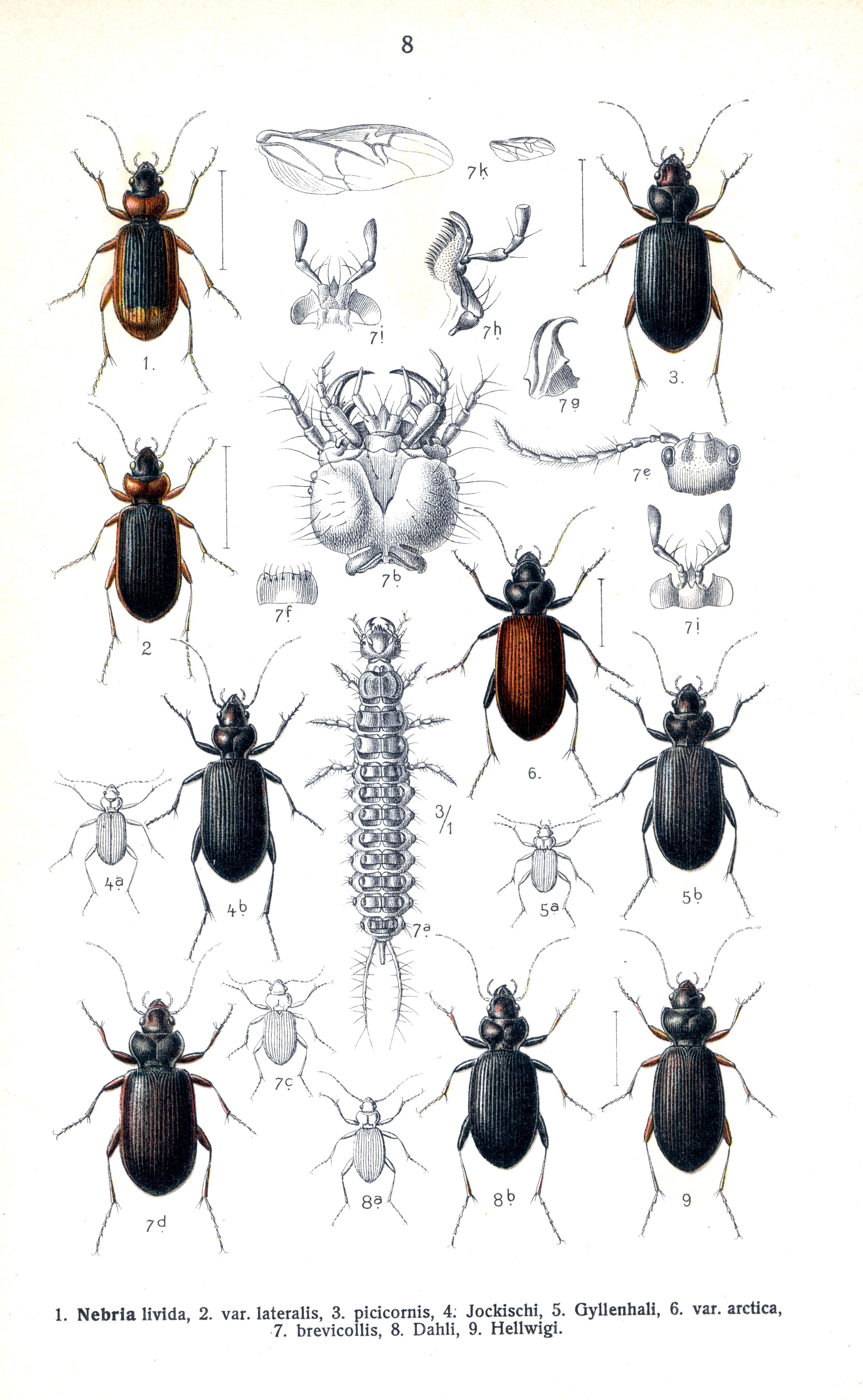
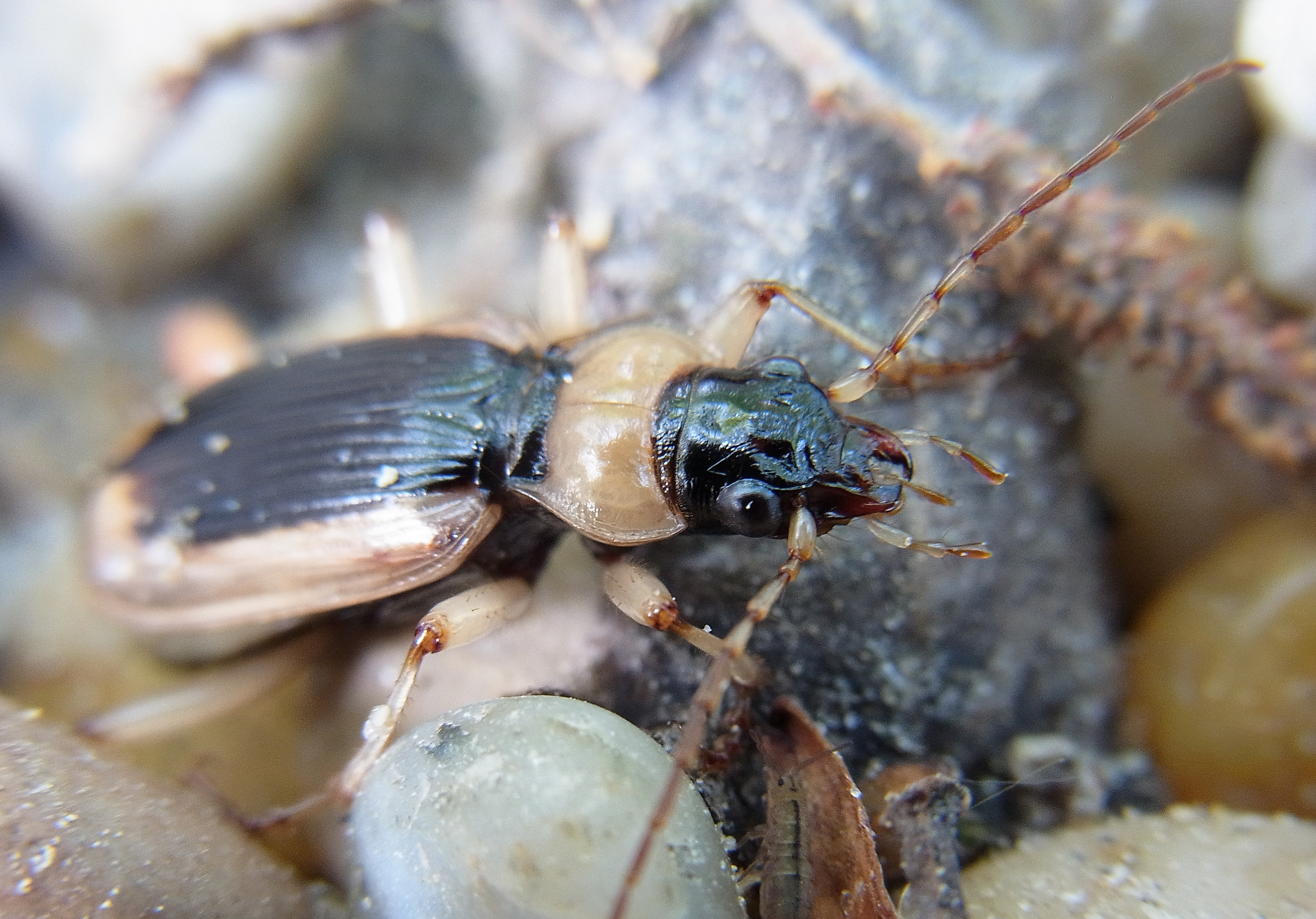
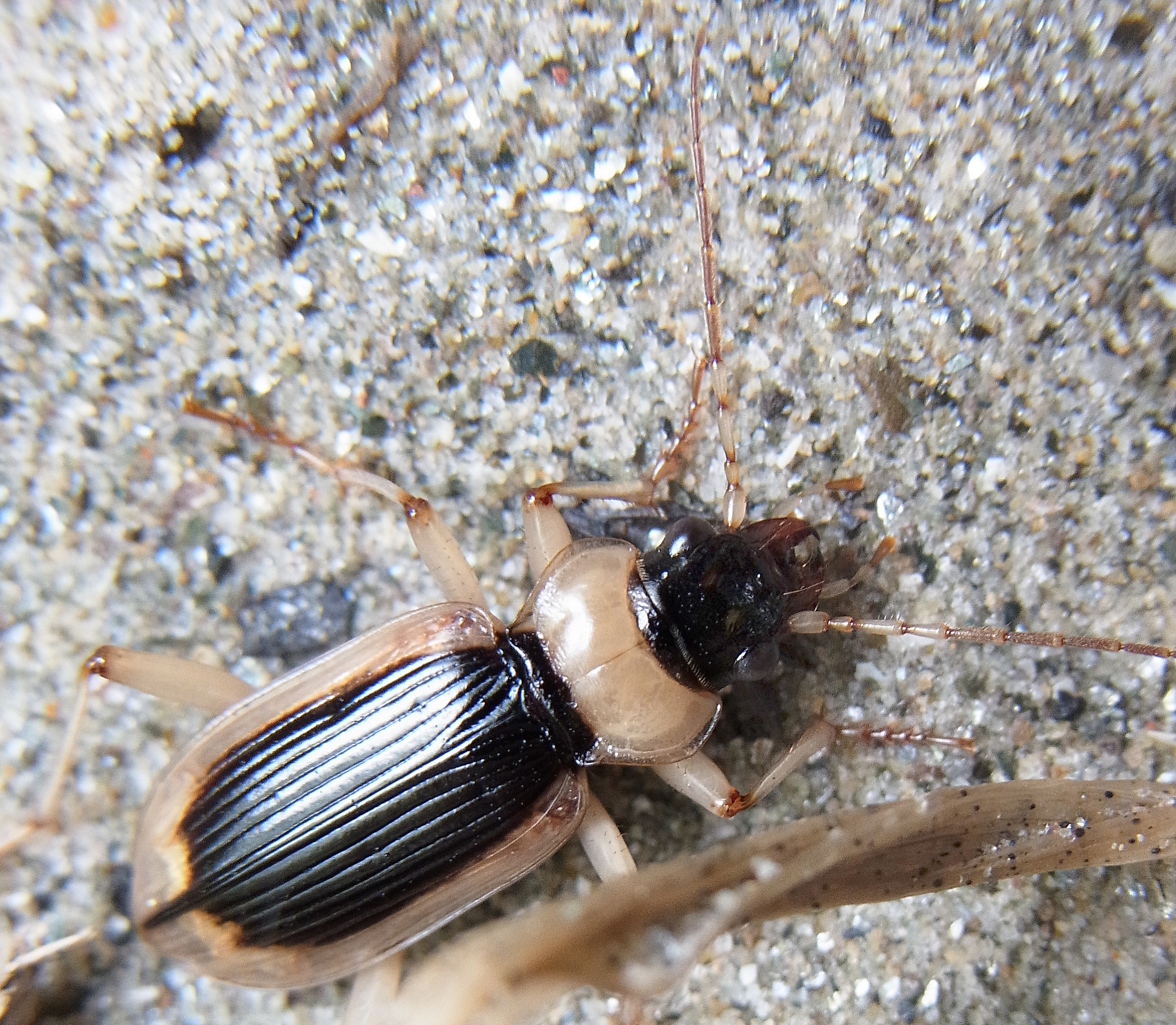